# Мирија Парино Стерлинг
Милија Фалина Џинијус (Milia Fallyna Jenius у Макросу, односно Мирија Парино Стерлинг (Miriya Parino Sterling) у Роботеку) је лик из јапанских научно-фантастичних аниме серија Макрос и њених наставака Макрос: Да ли се сећаш љубави? и Макрос 7. Мирија је некада била џиновски Зентраед, који се смањио на људску величину да би се осветила за пораз у двобоју, али је на крају заволела човека који ју је неколико пута поразио.

## Макрос серијали
Милија је ас пилот, женски припадник џиновске расе ратника знаних као Зентраеди (Мелтраеди у Макросу: Да ли се сећаш љубави?). Служивши на броду са искључиво женском посадом, она се придружила Врлитвајевом (Бритеј у Роботеку) истраживању „Микронаца“ на Земљи и њиховог брода СДФ-1 Макроса. Након што је побеђена у жестокој борби против људског пилота Максимилајана Џинијуса (Макс Стерлинг у Роботеку), добровољно се пријавила за процес „микронизације“ и, смањена на величину људи, успела је да се убаци на СДФ-1. Више од шпијунаже, њен циљ је био да пронађе и убије човека који ју је понизио, али након што ју је он опет победио у борби ножевима и није желео да јој науди, схватила је да су се осећања која су се пробудила у њој нису мржња, већ љубав. Након преласка на страну људи и венчања са Максимилијаном, Милија је постала члан УН свемирских снага (Роботек одбрамбене снаге у Роботеку) и управљала је црвеним VF-1 Валкиром у потоњим биткама. Ипак, бринући и за свој народ, убедила је Максимилијана и остале пилоте да заробљавају, а не да убијају своје Зентраедске противнике.
Максимилијан и Милија су добили кћерку Комилију Марију Фарину (Дејна Стерлинг у Роботеку), која је била прво дете које се родило из везе људи и Зентраеда. Милија је врло посвећена мајка и она и Максимилијан су укупно имали седам својих кћерки и једну усвојену девојчицу која је пореклом Зентраед током раздобља од 2011. до 2030. Најмлађа од њих је била Милен Флер Џинијус, главни женски лик серије Макрос 7.

### Макрос 7
У Макросу 7, Милија је надмоћном већином изабрана за градоначелницу Града 7, највећег брода Макрос 7 колонизационе флоте, и пратила ју је Милен, која је живела одвојено. Максимилијан је такође присутан као заповедник флоте Макрос 7, иако је пар сада разведен. Милија је одлучна не само да очува ред и закон међу својим грађанима, већ и да уда бунтовну Милен.

## Роботек адаптација
На крају Макрос саге Роботека, Макс и Мирија су се придружили својим пријатељима Рику и Лиси Хантер на путу ка звездама у дипломатској мисији да би спречили рат са Господарима Роботека. За собом су оставили Дејну. Макс и Мирија су нестали заједно са СДФ-3 током повратка на Земљу пред битку код Рефлекс Поинта. Они су током експедиције у свемиру добили још једну кћерку, Мају Стерлинг.